# 데이비드 보리애너즈
데이비드 보리아너스(David Boreanaz, 1969년 5월 16일 ~ )는 미국의 배우이다.

## 출연 작품
- 오피서 다운 (2013)
- 마이티 맥스 (2010)
- 저스티스 리그: 더 뉴 프론티어 (2008)
- 서퍼링 맨스 채리티 (2007)
- 더 하드 이지 (2006)
- 크로우 위키드 플레이어 (2005)
- 미스터 픽스 잇 (2005)
- 발렌타인 (2001)
- 질주 (1993)
- 베스트 오브 더 베스트 2 (1993)

### 텔레비전
- 뱀파이어 해결사 (1997-2003)
- 더 데일리 쇼 (1998-2002)
- 엔젤 (1999-2004)
- 더 레이트 레이트 쇼 위드 크레이그 킬본 (2000-03, The Late Late Show with Craig Kilborn)
- 지미 키멀 라이브! (2003-11)
- 카슨 데일리 쇼 (2004-06, Last Call with Carson Daly)
- 본즈 (2005-17)
- 더 레이트 레이트 쇼 위드 크레이그 퍼거슨 (2006-2013)